# Darlingerode
Darlingerode est un village dans l'arrondissement de Harz du land de Saxe-Anhalt en Allemagne. Depuis 2009, l'ancienne municipalité fait partie de la ville de Ilsenburg. 

## Géographie

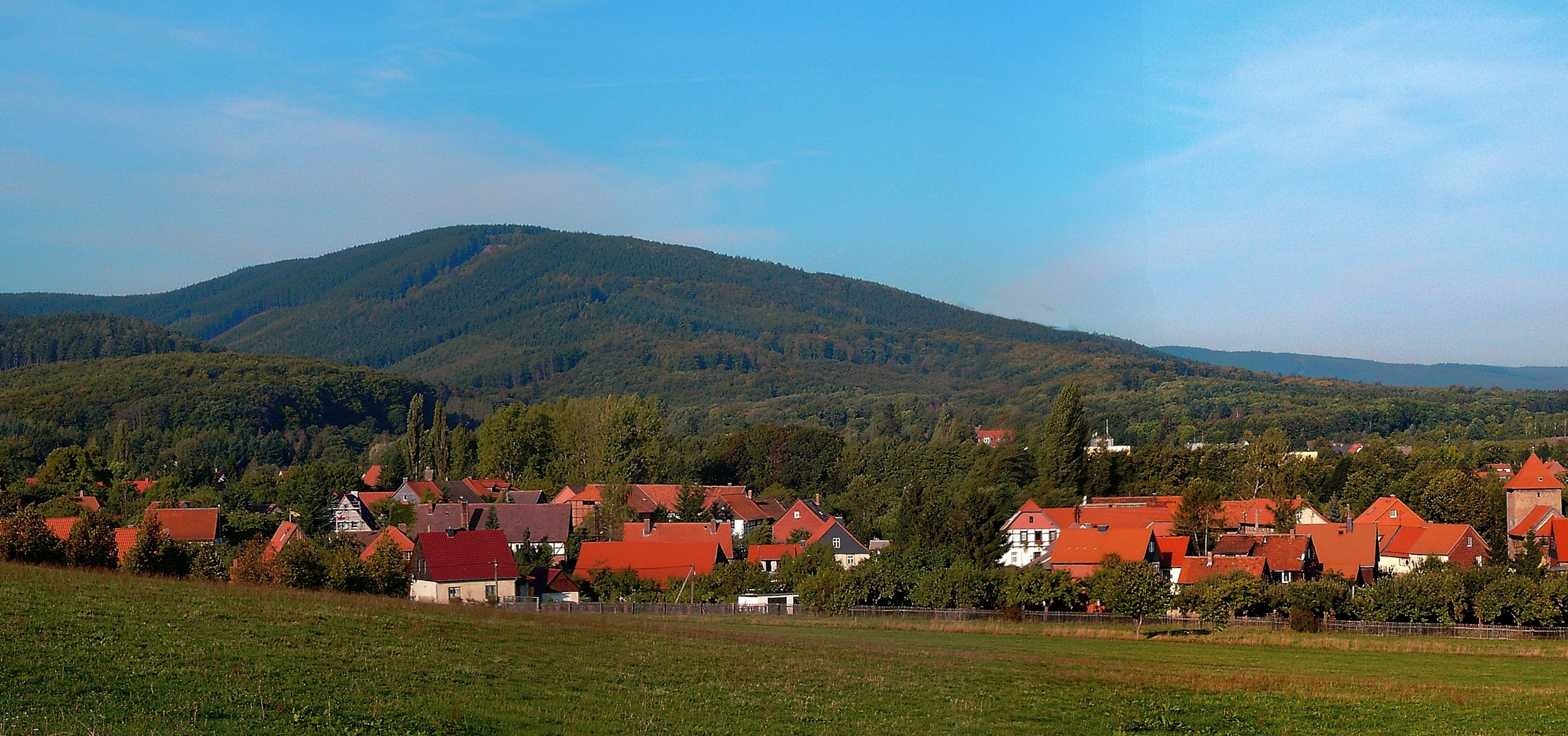
Vue sur Darlingerode et le massif du Harz.

Darlingerode se situe sur la pente nord des montagnes de Harz, sur la route reliant Ilsenburg et Wernigerode. À l'est du village passe la ligne de partage des eaux entre l'Elbe et la Weser (Ilse) ; on y trouve les vestiges d'un ancien lieu de réunion (thing) des Saxons. Le quartier d'Altenrode s'étend au nord du centre de village.

## Histoire
Une villa Turincwart a été nommée dans le cadre d'une donation de domaines à l'abbaye de Fulda pendant la période de 780 à 820. Une première église dédiée à saint Laurent de Rome, patron des mineurs, fut donc construite au cours du Xe siècle. Le lieu lui-même, situé dans le duché de Saxe, fut mentionné pour la première fois dans un acte délivré par l'évêque Buchard II d'Halberstadt le 5 mai 1086. Les domaines appartenaient aux comtes de Wernigerode ; après l'extinction de la lignée en 1429, le fief passa à la maison de Stolberg.
Pendant la guerre de Trente Ans, les habitants souffrent sous le joug de la destruction et du pillage, notamment par l'Armée impériale sous le commandement d'Albrecht von Wallenstein et par les forces de la Ligue catholique sous Jean t'Serclaes de Tilly, mais également par les forces suédoises. Lors de la création du royaume de Westphalie en 1807, Darlingerode faisait partie du département de la Saale.

## Personnalités
- Luise Schief (né 2002), entraîneur de football junior